# Emily St. John Mandel
Emily St. John Mandel (Comox, 1979) è una scrittrice canadese di lingua inglese canadese.

## Biografia
Nata nel 1979 a Comox, Columbia Britannica, vive e lavora a Brooklyn.
Dopo gli studi di danza contemporanea alla School of Toronto Dance Theatre, ha vissuto per un breve periodo a Montréal prima di trasferirsi a New York.
Ha esordito nel 2009 con il thriller Musica delle parole al quale hanno fatto seguito altri due romanzi gialli e uno di fantascienza, Stazione undici, racconto di un mondo post-apocalittico narrato dal microcosmo di un teatro itinerante vincitore nel 2015 del Premio Arthur C. Clarke e trasposta in miniserie televisiva nel 2021.
Nello staff del quotidiano letterario online The Millions, i suoi racconti sono apparsi in numerose antologie quali The Best American Mystery Stories e Venice Noir.

## Opere

### Romanzi
- Musica delle parole (Last Night in Montreal, 2009), Roma, Leggereditore, 2012 traduzione di Sara Reggiani ISBN 978-88-6508-177-8.
- The Singer's Gun (2010)
- The Lola Quartet (2012)
- Stazione undici (Station Eleven, 2014), Milano, Bompiani, 2015 traduzione di Milena Zemira Ciccimarra ISBN 978-88-452-8038-2.
- L'hotel di cristallo (The Glass Hotel, 2020), Milano, La Nave di Teseo, 2021 traduzione di Elena Malanga ISBN 978-88-346-0565-3.
- Mare della tranquillità (Sea of Tranquillity), Milano, La Nave di Teseo, 2022 traduzione di Elena Malanga ISBN 978-88-346-1249-1.

### Novelle
- The Chameleon Machine (2011)
- Long Trains Leaving (2013)
- Drifter (2013)

## Adattamenti televisivi
- Station Eleven miniserie TV (2021) creata da Patrick Somerville

## Premi e riconoscimenti
- Prix Mystère de la critique: 2014 per The Singer's Gun
- Premio Arthur C. Clarke: 2015 per Stazione undici
- Toronto Book Award: 2015 per Stazione undici
- Prix des libraires du Québec: 2017 per Stazione undici